# Слова, написанные на ветру
«Слова, написанные на ветру» (англ. Written on the Wind) — классическая киномелодрама Дугласа Сирка (1956), главные роли в которой исполнили Рок Хадсон (его шестая работа у Сирка), Лорен Бэколл, Роберт Стэк и Дороти Мэлоун. Последние двое были представлены на соискание премии «Оскар» за лучшую роль второго плана, причём Мэлоун выиграла в своей номинации. В титрах звучит песня Сэмми Кана и Виктора Янга в исполнении квартета The Four Aces. В июне 2001 г. фильм был перевыпущен на DVD в серии Criterion Collection.

## Первоисточник
Роман Роберта Уайлдера, послуживший отправной точкой для сценаристов, был опубликован в 1945 году. Его действие разворачивалось в Северной Каролине в 1930-е годы. Реальная подоплёка описанных событий — скандальные отношения миллионера З. С. Рейнольдса (наследника табачных фабрик R.J. Reynolds Tobacco) с певицей Либби Холман.

## Сюжет
Действие происходит в доме техасского нефтяного магната и вращается вокруг его испорченных вседозволенностью отпрысков. Дочь Мэрили — алкоголичка и нимфоманка, с детства влюблённая в Митча Уэйна. Митч, занимающийся геологоразведкой в компании её отца, не отвечает ей взаимностью. Он дружен с сыном и наследником магната, Кайлом — повесой с многочисленными комплексами, который периодически уходит в запой.
Кайл влюбляется с первого взгляда в офисную работницу Люси Мур. В первое время после свадьбы она оказывает благотворное влияние на мужа, однако после того, как у него диагностируют бесплодие, Кайл начинает сомневаться в себе и теряет самообладание. Он подозревает Люси в связи с Митчем, который и вправду неравнодушен к ней.
Старый магнат умирает. Когда Люси заявляет мужу, что беременна, тот набрасывается на жену с кулаками, обвиняя её в неверности. Однако после выкидыша выясняется, что поставленный Кайлу диагноз был ошибочен, и он был отцом ребёнка.  Не в состоянии разобраться в собственных проблемах, Кайл и Мэрили упорно продолжают разрушать счастье себя и близких себе людей.
|  |  |  |  |

## В ролях
- Рок Хадсон — Митч Уэйн
- Лорен Бэколл — Люси Мур Хэдли
- Роберт Стэк — Кайл Хэдли
- Дороти Мэлоун — Мэрили Хэдли
- Роберт Кит — Джаспер Хэдли
- Грант Уильямс — Бифф Майли
- Эдвард Платт — доктор Пол Кокрейн
- Джон Ларч — Рой Картер

## Отзывы
- Дэйв Кер: «Один из самых примечательных и невероятных фильмов, когда либо снятых в Голливуде, этот шедевр Дугласа Сирка преображает бульварно-мелодраматический сценарий в оглушительное брехтианское исследование бессилия американских семьи и бизнеса. Творческое использование Сирком цвета, чтобы подчеркнуть или затенить основное действие, на годы опередило технику того времени»[2].
- Джим Ридли: «Сирковские фильмы пятидесятых переполнены неудовлетворёнными нимфоманками, тайными влюблёнными, кровосмесительными позывами и подавленными однополыми влечениями — и в „Словах, написанных на ветру“ всё это взвивается в едином сирокко терзаний»[3].
- Телеобозрение TV Guide: «Одно из самых примечательных критических высказываний по поводу американской семьи в истории кинематографа»[4].
- Роджер Эберт: «Своенравная, плутоватая мелодрама, где можно обнаружить семена „Далласа“, „Династии“ и других сериалов высокого полёта. Это Сирк придумал тональность, когда скандальное поведение подаётся с видом страстной серьёзности, в то время как под ней клокочет пародия»[2].
- Джим Хоберман: «Лучший фильм Сирка оставляет впечатление броского величия классицизма: как будто Норман Роквелл пытается воссоздать Парфенон или Жак-Луи Давид — зарисовать Лас-Вегас»[5].
- Киносправочник Time Out: «Один из ключевых фильмов пятидесятых. Игра актёров — динамит, мелодрама рождается сама собой, кинематография, свет и художественное решение совершенно не имеют ничего общего с реализмом. Это не старое кино, это кино будущего»[6].